# 仁伯爵炮台
仁伯爵炮台（舊稱聖伯多祿炮台、耶路尼炮台；或稱山頂炮台），是曾位於澳門仁伯爵山山頂之炮台，至今已不存在。

## 沿革
仁伯爵炮台約建築於1622年(即明天啟二年)，昔日曾為沿海第一道防線，與嘉思欄炮台、媽閣炮台、聖約翰城堡及三巴炮台互相連貫，防守澳門東南方向的沿海地區。 

## 外部連結
- 澳門百科全書：仁伯爵炮台